# 悲しき自由の果てに
悲しき自由の果てに（かなしきじゆうのはてに）は川島だりあの4thシングル。（規格品番はBJDL-1009、再発売後はZADL-2010）

## 内容
関西テレビ系ドラマ「ウーマンドリーム」挿入歌（コンピレーションアルバムでは、最高順位16位）。このドラマの主題歌ということもあり、最大のヒット曲であるが、以降、ソロシングルを出していない。後に、「complete of 川島だりあ&FEEL SO BAD at the BEING studio」、コンピレーションアルバム「COUNTDOWN BEING」に収録。川島のソロ作品では、唯一、間奏が無い。

## 収録曲
| 全作詞・作曲: 川島だりあ。 |                          |            |            |                   |
| #                          | タイトル                 | 作詞       | 作曲・編曲 | 編曲              |
| 1.                         | 「悲しき自由の果てに」   | 川島だりあ | 川島だりあ | 西田昌史          |
| 2.                         | 「CRAZY ALL NIGHT LONG」 | 川島だりあ | 川島だりあ | 西田昌史･倉田冬樹 |